# Ukraina i Eurovision Song Contest 2016

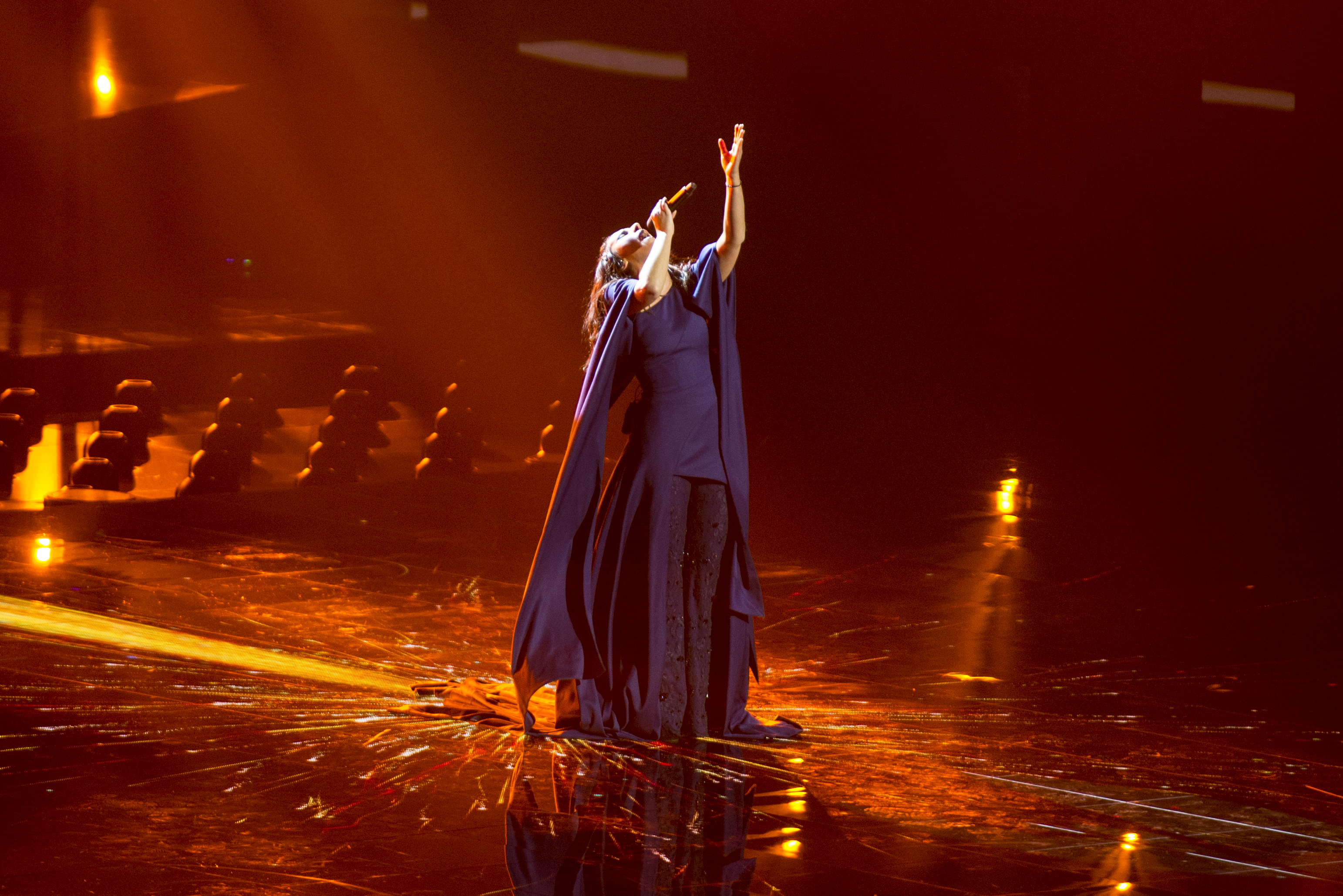

Ukraina deltog i Eurovision Song Contest 2016 i Stockholm, Sverige. Jamala med låten "1944" representerade Ukraina och vann tävlingen.

## Bakgrund
I september 2015 bekräftade Ukraina sitt deltagande och återvändande. Landet deltog inte 2015 på grund av rysk-ukrainskakonflikten vilket gjorde att landet inte hade råd och vilja att delta.

## Format
Uttagningen består av två semifinaler som hålls den 6 och den 13 februari 2016 och en final den 21 februari 2016. Nio bidrag deltog i varje semifinal och av de nio gick de tre bidrag som fått flest röster vidare. Detta utsågs genom en kombination av 50% juryröster och 50% telefonröster. Poängen som delades ut i semifinalerna var 1-9 poäng.

## Semifinal 1
Semifinal 1 hölls 6 februari 2016. Bidragen med gul bakgrund gick vidare till final.
| Pos. | Artist                  | Sång            | Jury | Tele | Poäng | Plats |
| ---- | ----------------------- | --------------- | ---- | ---- | ----- | ----- |
| 1    | Anastasija Prychodko    | "I Am Free Now" | 4    | 3    | 7     | 7     |
| 2    | The Hardkiss            | "Helpless"      | 7    | 8    | 15    | 2     |
| 3    | Tonja Matvienko         | "Tin Whistle"   | 5    | 2    | 7     | 8     |
| 4    | Vladislav Kurasov       | "I'm Insane"    | 3    | 4    | 7     | 6     |
| 5    | Lavika                  | "Hold Me"       | 1    | 1    | 2     | 9     |
| 6    | Jamala                  | "1944"          | 9    | 9    | 18    | 1     |
| 7    | Ajida Nikolajtjuk       | "Inner Power"   | 2    | 7    | 9     | 5     |
| 8    | Svetlana Tarabarova     | "Never Again"   | 6    | 6    | 12    | 4     |
| 9    | Brunettes Shoot Blondes | "Every Monday"  | 8    | 5    | 13    | 3     |

## Semifinal 2
Semifinal 2 hölls 13 februari 2016. Bidragen med gul bakgrund gick vidare till final.
| Pos. | Artist           | Sång            | Jury | Tele | Poäng | Plats |
| ---- | ---------------- | --------------- | ---- | ---- | ----- | ----- |
| 1    | Arkadij Vojtjuk  | "Vse v tobi"    | 4    | 6    | 10    | 4     |
| 2    | Alloise          | "Crown"         | 6    | 2    | 8     | 6     |
| 3    | Japanda          | "Anime"         | 1    | 1    | 2     | 9     |
| 4    | NeAngely         | "Higher"        | 7    | 8    | 15    | 2     |
| 5    | Pur:Pur          | "We Do Change"  | 8    | 7    | 15    | 3     |
| 6    | Peaks of Kings   | "Last Hope"     | 3    | 3    | 6     | 8     |
| 7    | Viktorija Petryk | "Overload"      | 2    | 4    | 6     | 7     |
| 8    | Pringlez         | "Easy to Love"  | 5    | 5    | 10    | 5     |
| 9    | SunSay           | "Love Manifest" | 9    | 9    | 18    | 1     |

## Finalen
Hölls 21 februari 2016. Eftersom telefonrösterna var starkare än juryrösterna, Jamala utsågs som vinnare.
| Pos. | Artist                  | Sång            | Jury | Tele | Poäng | Plats |
| ---- | ----------------------- | --------------- | ---- | ---- | ----- | ----- |
| 1    | Brunettes Shoot Blondes | "Every Monday"  | 1    | 1    | 2     | 6     |
| 2    | NuAngels                | "Higher"        | 3    | 2    | 5     | 5     |
| 3    | The Hardkiss            | "Helpless"      | 6    | 5    | 11    | 2     |
| 4    | Jamala                  | "1944"          | 5    | 6    | 11    | 1     |
| 5    | SunSay                  | "Love Manifest" | 4    | 4    | 8     | 3     |
| 6    | Pur:Pur                 | "We Do Change"  | 2    | 3    | 5     | 4     |